# Vila Emo
Vila Emo je renesansna vila arhitekta Andrea Palladia u selu Fanzolo, nedaleko Vicenze, sjeverna Italija.
Vila Emo je vrhunac nastojanja obitelji Emo u kultiviranju posjeda na kojem je vila izgrađena. Ta se nastojanja mogu pratiti sve od 1509. godine kada je Leonardo di Giovanni Emo pribavio posjed od obitelji Barbarigo. No, tek nakon dvije generacije, Leonardo di Alvise Emo, imućni plemić iz Venecije, unajmio je Palladia za izgradnju vile. Godina početka gradnje nije poznata, ali se pretpostavlja da je trajala 10 godina i završila 1565. kada je Leonardo oženio Corneliu Grimani. Kao gospodarstveno imanje trebala je poslužiti kultiviranju zemlje, spremanju poljoprivrednih proizvoda, životinja i opreme.
Palladio je u svoje Quattro Libri bio kratak što se tiče vile, ali je naglasio važnost rasporeda gospodarskih zgrada u odnosu na kuću. Istaknuo je da su skladišta i mjesta za rad prilagođena kući i moglo im se pristupiti kroz portik, što je izrazito važno. Osim toga, bilo je važno da veličina vile odgovara prihodima. Ti su prihodi morali biti poveliki jer su krila gospodarskih zgrada neobično duga što je vidljivi simbol prosperiteta. Ovu pretpostavku potvrđuje i činjenica da je obitelj Emo uvela novu kulturu žitarica na svoju zemlju – kukuruz.
U novije vrijeme, vila je pretvorena u hotel. To je posljednja Palladijeva vila koja je do današnjih dana bila u rukama prvobitnih vlasnika (obitelji Emo), sve do svoje prodaje 2004. godine.

## Poveznice
- Vila
- Renesansna arhitektura
- Paladijanizam

## Vanjske poveznice
- Vila Emo